# Clyde Sefton
Clyde Sefton, född den 20 januari 1951 i South Purrumbete, Australien, är en australisk tävlingscyklist som tog OS-silver i linjeloppet vid olympiska sommarspelen 1972 i München.